# Kalle Tvärtom
Kalle Tvärtom är en svensk familjekortfilm från 1987. Huvudrollerna spelas av Bengt Rydén, Börje Remberger och Tuulikki Hyvönen.

## Handling
Kalle Tvärtom är en vuxen karl som bor hos sina föräldrar men beter sig som ett barn. Han göra nästan allting tvärtom mot vad som anses normalt. Hans föräldrar försöker honom till att bli normal och men accepterar honom som han är. När Kalle vill gå på bio tillsammans med Nasse och Lasse men inte får det för sina föräldrar som anser att han istället ska se på sport tillsammans med sin mamma och pappa så tröttnar han och sätter in en annons i tidningen där han säljer sina föräldrar.